# Сёрвогсватн
Сёрвогсватн или Лайтисватн (фар. Sørvágsvatn / Leitisvatn) — наибольшее по площади и глубине озеро Фарерских островов, расположенное на острове Воар. Среди путешественников получило неофициальное название «озеро над океаном» из-за значительного перепада высот между зеркалом озера и уровнем океана. Вода из озера стекает в океан по крутым утёсам, образуя водопад Бёсдеалафоссур, который сложно увидеть, поскольку он скрыт посреди отвесных береговых скал. Площадь водосборного бассейна — 35,2 км².

## География

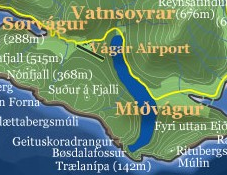
Расположение озера на острове Воар

Озеро Сёрвогсватн расположено в южной части острова Воар и тянется с севера на юг на протяжении 6 км, имея максимальную ширину 800 м. Глубина озера 59 м, что делает его самым глубоким на островах. Площадь водного зеркала покрывает 3,56 км², что втрое больше второго по площади озера Фьядлаватн, которое также расположено на острове Воар. На юге озеро впадает в ручей Бёсдеалаоа, а затем в водопад Бёсдеалафоссур, который с высоты 32 метра падает в Атлантический океан. На противоположном северном берегу расположен город Вантсойрар, где находится единственный песчаный пляж на озере.

## История
Во время Второй мировой войны Фарерские острова были оккупированы Великобританией и озеро служило аэродромом для гидросамолётов. На западном берегу озера был построен аэропорт Вагар.